# 沙漠維斯塔莊園三號 (亞利桑那州)
沙漠維斯塔莊園三號（英語：Desert Vista Estates III）是位於美國亞利桑那州馬里科帕縣的一個非建制地區。該地的面積和人口皆未知。

## 地理
沙漠維斯塔莊園三號的座標為33°25′25″N 111°37′46″W / 33.42361°N 111.62944°W，而該地的平均海拔高度為478米（即1568英尺）。